# Steacyita
La steacyita es un mineral de la clase de los ciclosilicatos, y dentro de esta pertenece al llamado “grupo de la steacyita”. Fue descubierta en 1982 en una mina de Mont-Saint-Hilaire, en el estado de Quebec (Canadá), siendo nombrada así en honor de Harold R. Steacy, mineralogista canadiense. Un sinónimo es su clave: IMA1981-E.

## Características químicas
Es un silicato de potasio, sodio, calcio y torio. La estructura molecular es de ciclocilicato con anillos dobles de cuatro tetraedros de sílice.
Además de los elementos de su fórmula, suele llevar como impurezas: uranio, arsénico, manganeso, plomo, flúor y fósforo.

## Formación y yacimientos
Aparece en rocas magmáticas de gabro - sienitas con nefelina, formada rellenando cavidades o bien en vetas de tipo pegmatita.
Suele encontrarse asociado a otros minerales como: nenadkevichita, analcima, egirina, arfvedsonita, astrofilita, catapleíta, eudialita, sérandita, villiaumita, baratovita, miserita o titanita.

## Usos
Es buscado como mena del estratégico torio. Por su fuerte radiactividad debe ser manipulado y almacenado con los correspondientes protocolos de seguridad.